# Kościół Ducha Świętego w Sierpcu

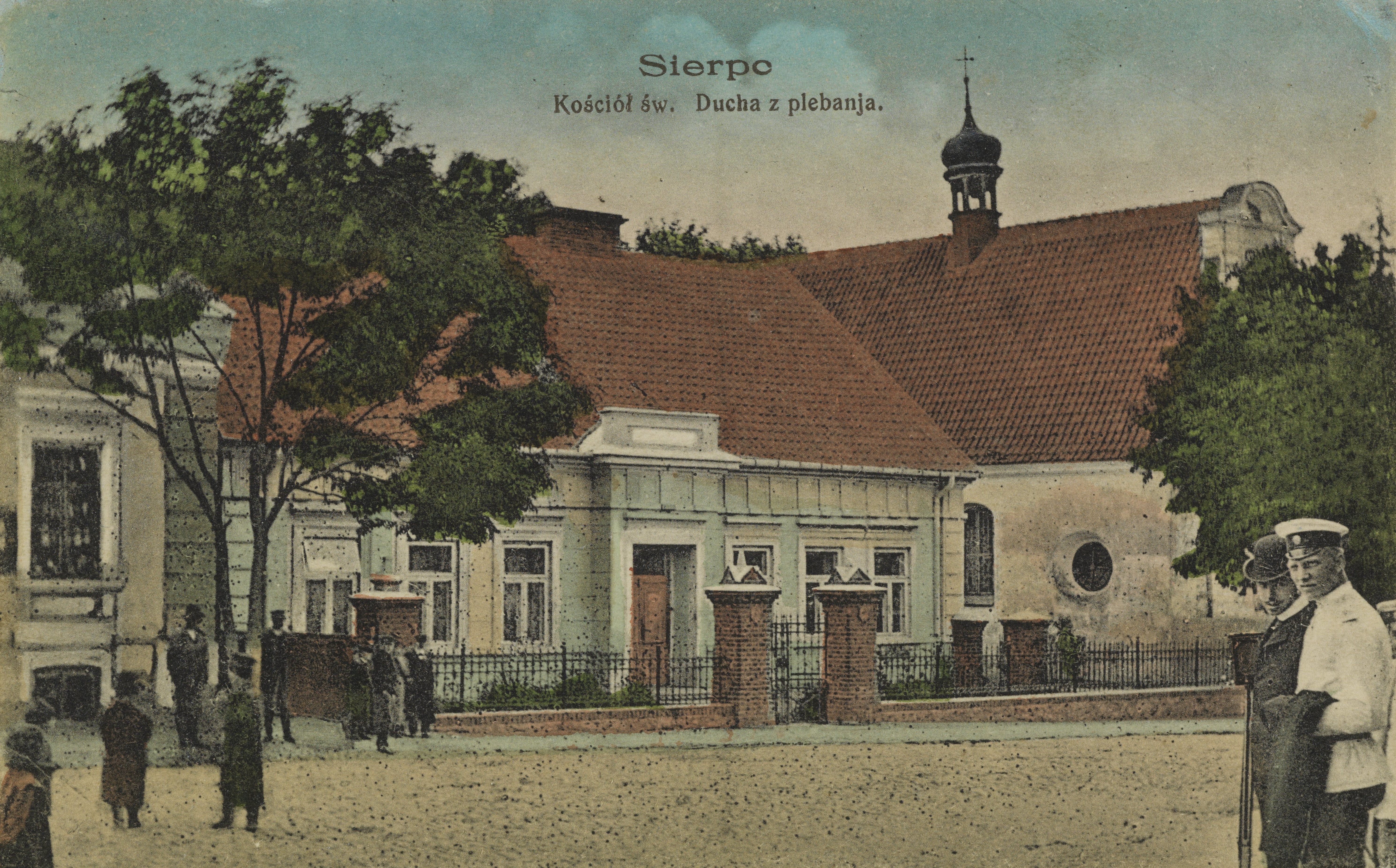
Kościół na pocztówce z pocz. XX wieku

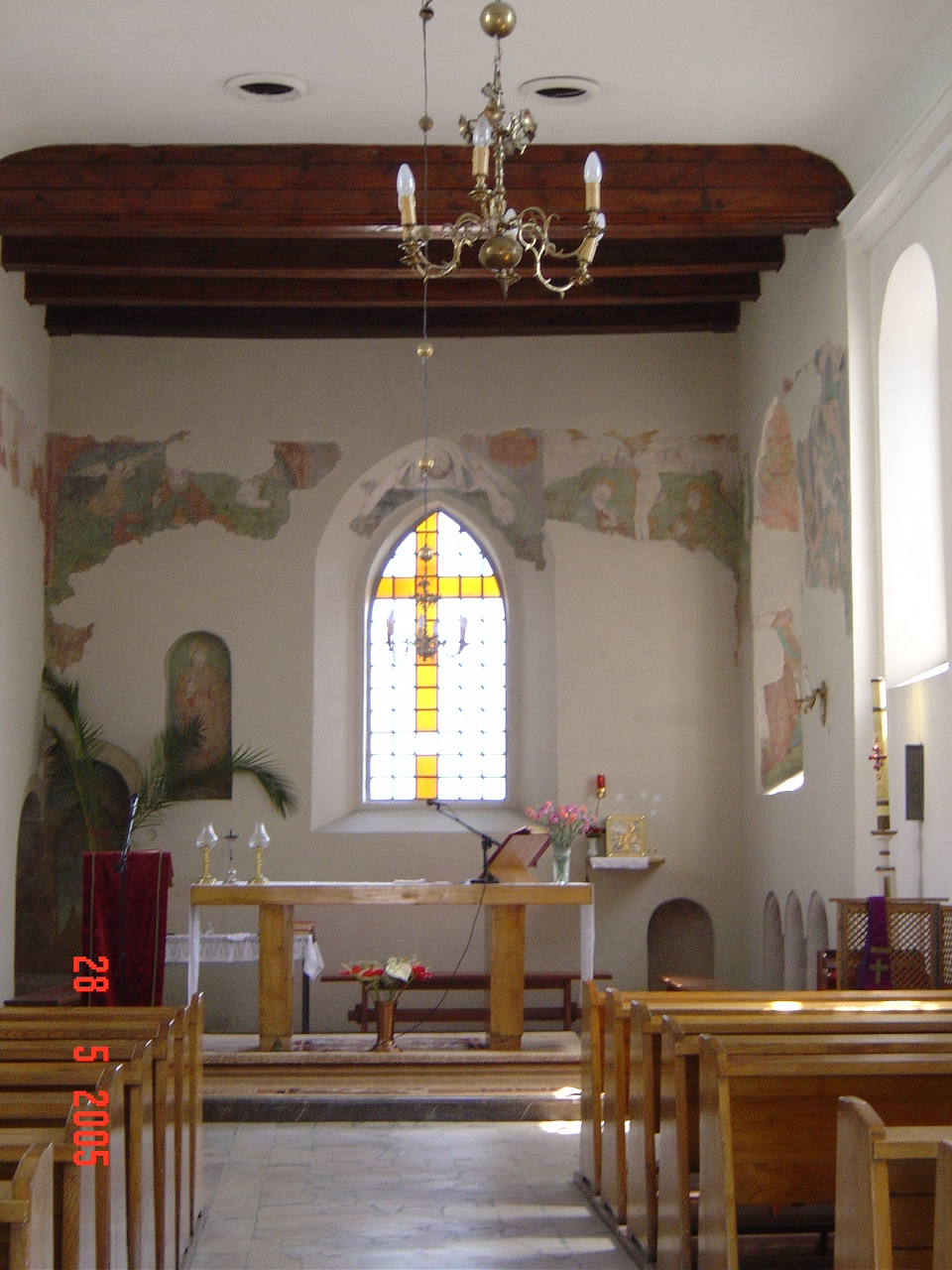
Wnętrze kościoła (2005 rok)

Kościół filialny pw. Ducha Świętego w Sierpcu – gotycki kościół na Starym Mieście w Sierpcu, przy północnym krańcu placu Fryderyka Chopina.
Kościół wyróżnia spośród innych budowli sakralnych Sierpca wystrój wnętrza oraz pierwotna funkcja szpitalna. Szpital wówczas, zakładany przez Kościół (przyjmujący na ten cel fundacje od zamożnych osób świeckich i duchownych), rozumiany był jako przytułek dla biednych, kalekich, chorych i samotnych. Szpitale były erygowane – czyli instytuowane, to znaczy posiadały odrębną kaplicę, własny zarząd i uposażenie. Kościół w Sierpcu jest jednym z trzech istniejących jeszcze na Mazowszu kościołów szpitalnych.
Obecna bryła kościoła jest efektem ostatniej przebudowy w 1958 roku. Wtedy to przeniesiono prezbiterium na ścianę wschodnią, a wejście wykuto od zachodu.

## Historia
Kościół zbudowany jako kaplica szpitalna. Początków budowy można szukać pod koniec XV wieku. W 1491 roku otrzymał papieskie pozwolenie na odpusty: z okazji święta poświęcenia kościoła i świąt: Trzech Króli, Zwiastowania oraz Wniebowzięcia Najświętszej Maryi Panny. Budowniczymi byli prawdopodobnie był Jan z Przasnysza z synami Mikołajem i Piotrem. Przy budowie otrzymał wystrój gotycki, jednakże w 1614 miasto nawiedził pożar i dotknął również kościół, który w większej części został spalony. Podjęto odbudowę i świątynia zyskała wygląd i wyposażenie barokowe. Również w 1794 roku, gdy ogromny pożar strawił miasto (kościół parafialny, klasztor, większość drewnianej zabudowy), zniszczeniu uległ kościół Ducha Świętego.
Początkowo była to budowla orientowana. W bliżej nieokreślonym czasie, być może w XVII wieku, przeniesiono ołtarz na ścianę zachodnią. Podczas remontu w 1958 roku przywrócono pierwotny stan. W latach 2008–2010 przeprowadzono gruntowny remont świątyni. Wymieniono tynki, zamontowano witraże, założono nowe drzwi i system antywłamaniowy. Sprawiono ponadto nowy ołtarz.

## Szpital
Przy kościele był szpital (raczej przytułek) dla chorych i starych. W 1597 r. przebywało w nim 8 osób: 4 kobiety i 4 mężczyzn. W tym samym roku wydano specjalne ustawy, w myśl których szpital miał nie przyjmować „pijaniców, kosterów albo nierządnych”. Na pożywienie przeznaczano co kwartał 2 korce kaszy, 1 korzec grochu, połeć mięsa, sadło, garniec masła, kopę gomułek. Ponadto mężczyźni otrzymywali po 6 groszy, kobiety – po 5 groszy. Pensjonariusze uprawiali jarzyny na grządkach w ogrodzie obok szpitala. Tak więc od 1518 r. kościół funkcjonował jako kaplica szpitalna, przy przytułku.

## Architektura i wyposażenie
Obecny kościół jest salowy, z niewyodrębnionym prezbiterium, o długości 27 m i szerokości 7,5 m. Na kalenicy mała sygnaturka z cebulastą kopułą. Wschodnia i zachodnia elewacja, zachowane są w stylu barokowym. Do wnętrza prowadzi troje drzwi: główne (zachodnie), boczne (południowe) i do zakrystii (północne).

### Prezbiterium
Kościół nie posiada wyodrębnionego prezbiterium. O jego granicy z nawą świadczy uskok w ścianie północnej (około 40 cm) i strop belkowy (zachowany tylko we wschodniej części). Ołtarz główny drewniany z XVI-wieczną rzeźbą Trójcy Świętej – tzw. Tron Łaski. W prezbiterium zachowana polichromia późnogotycka. W dolnych partiach ścian – sedilia (pierwotnie miejsce dla polichromii). W prezbiterium okna ostrołukowe.

### Nawa
Kościół jest jednonawowy, przekryty stropem płaskim z fasetą. Okna zamknięte półkoliście i koszowo. Brak jest bocznych ołtarzy (choć w przeszłości było ich kilka). Do nawy od strony północnej przylega kwadratowa zakrystia. Ławki ustawione są w dwóch rzędach. Przy północnej ścianie niewielkie podwyższenie, a na nim fisharmonia. Na ścianie zachodniej wisi XVIII-wieczny obraz św. Antoniego Padewskiego (poprzednio wisiał w ołtarzu bocznym w kościele farnym).

### Tron Łaski
W ołtarzu głównym kościoła znajduje się XVI-wieczna rzeźba przedstawiająca Grupę Ukrzyżowania – Boga Ojca, Ukrzyżowanego Chrystusa i Ducha Świętego – tzw. „Tron Łaski”. Do 2005 roku znajdowała się na stole ołtarzowym i pełniła funkcję nastawy. W tym roku została przeniesiona do Muzeum Diecezjalnego w Płocku. W 2010 roku rzeźba wróciła do kościoła i znalazła miejsce w nowym ołtarzu głównym.

### Gotycka polichromia
W latach 30. XVI wieku (około 1529) wykonano w kościele polichromię. Podczas pożaru kościoła w 1614 roku, została częściowo zniszczona i zatynkowana. W 1958 roku, podczas prac renowacyjnych, robotnicy, w trakcie wykuwania wejścia natrafili na fragmenty malowideł. Zdjęto tynki w całym kościele i odkryto, że wszystkie ściany i sufit pokryte były barwnymi obrazami. Jednak z powodu złego ich stanu w nawie, pozostawiono jedynie fragmenty w prezbiterium. Zakonserwowano je i wyeksponowano. Przez prawie pół wieku, pogarszał się ich stan. W latach 90. XX w., głównie z powodu zawilgocenia i zasolenia podłoża murów kościoła, ich stan był tak dramatyczny, iż obserwować można było pudrowanie warstw malarskich na całej powierzchni, łuszczenie farby, zmiany kolorystyki wywołane przez mikroorganizmy. Rysunek postaci, barwy, a tym samym całe przedstawienia stawały się, z roku na rok, coraz mniej czytelne.
Wiele lat trwały starania urzędu konserwatorskiego o pozyskanie środków finansowych na ich konserwację, aż wreszcie w roku 1998 zadanie to znalazło się w rządowym programie „Ochrona wnętrz historycznych”. Wstępny program prac konserwatorskich przewidywał realizację tego projektu w okresie dwóch lat. Szczegółowe rozpoznanie problematyki konserwatorskiej, przede wszystkim rozpoznanie złego stanu murów ceglanych – podłoża polichromii, konieczność ich stopniowego osychania, a także ujawnienie problemu odprowadzania wód opadowych od obiektu i konstrukcyjnych spękań ścian kościoła, wymusiły ustalenie innego, bardziej złożonego i poszerzonego o powyższe zagadnienia, programu konserwatorskiego. Opracowania tegoż podjął się dr Sławomir Skibiński. Prace konserwatorskie przeprowadzono w latach 1998–2001. Całkowity koszt prac, finansowanych głównie z budżetu państwowych służb konserwatorskich, wyniósł 166 tys. złotych.
Polichromia przedstawia różne wydarzenia biblijne. Kolejno są to:
- na ścianie północnej – w półkolistej wnęce scena Ostatniej Wieczerzy, a w górnej strefie fragment Zmartwychwstania
- na ścianie wschodniej (ołtarzowej) – w dwóch wąskich, półkoliście zamkniętych wnękach postacie św. Katarzyny i błogosławiącego Chrystusa, w glifie okiennym Chusta św. Weroniki, w narożniku Ukrzyżowanie z Matką Boską i św. Janem
- na ścianie południowej – św. Hieronim, fragment (zapewne) Sądu ostatecznego (widoczna scena zrzucenia do piekieł), w glifie okiennym ornament liściasty
- w kruchcie zachodniej (przy głównym wejściu) – gotycki ornament (liście i krzyże)

Obecnie malowidła prezentują się bardzo ciekawie. Nie ma już obaw, iż unikalne dzieło mistrzów średniowiecza ulegnie zniszczeniu. Kościół nie jest udostępniany do zwiedzania turystom. Otwierany jest jedynie rankiem, gdyż wtedy odprawiana jest tam msza, a po niej kościół zostaje zamknięty. Sierpecka polichromia stanowi unikat na skalę ogólnopolską.

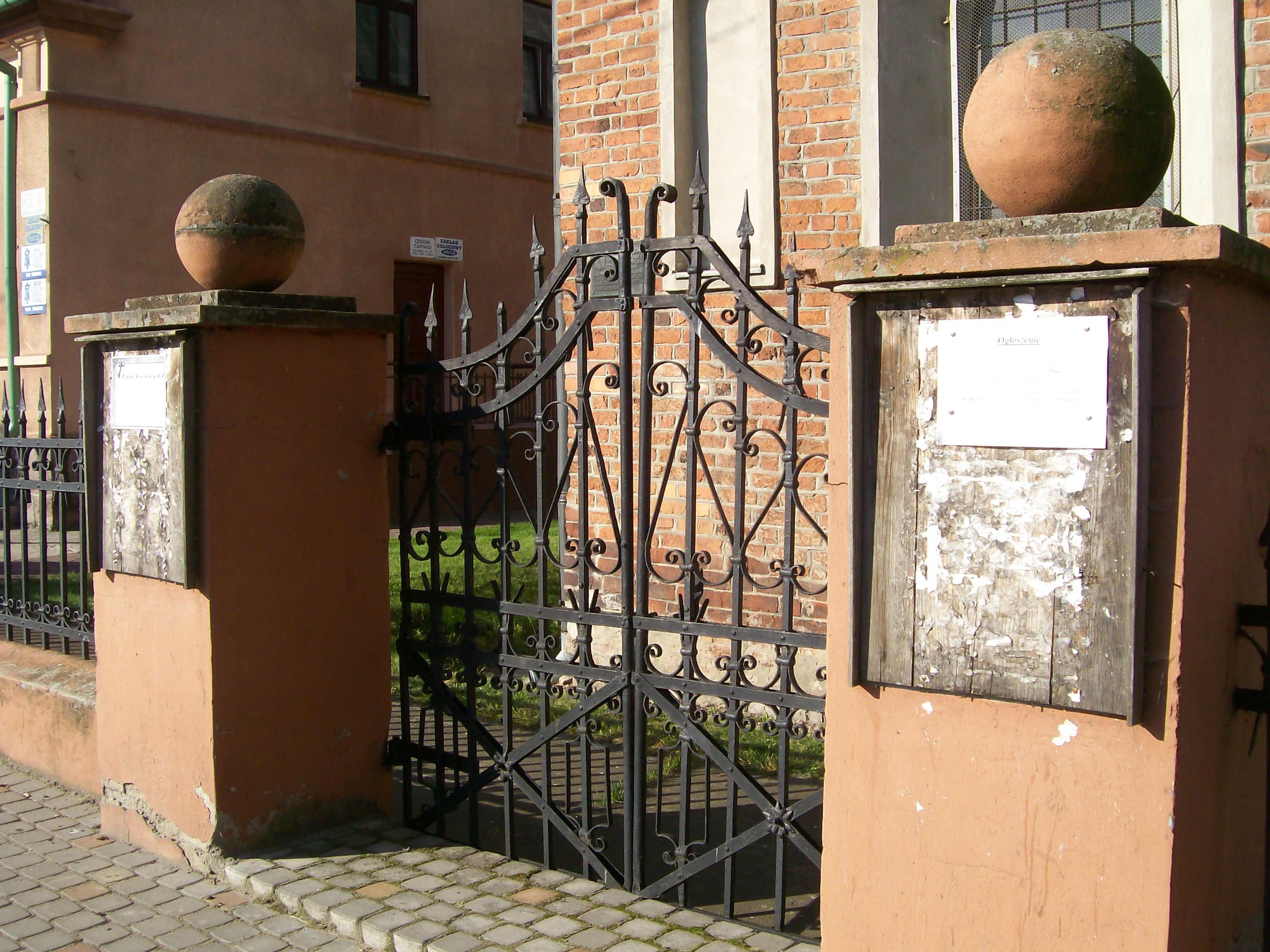
Brama wejściowa

### Wygląd zewnętrzny
Kościół to budowla zbudowana na planie prostokąta, z niewielkim uskokiem w ścianie północnej. Zbudowany z cegły, z niewielką ilością kamieni polnych w ścianach północnej i zachodniej. Dach dwuspadowy, kryty blachą z ażurową wieżyczką na sygnaturkę, zwieńczoną cebulastym, blaszanym hełmem. Szczyty wschodni i zachodni – barokowe, za spływami wolutowymi, rozczłonkowane toskańskimi pilastrami. Wschodni zwieńczony półkolistym naczółkiem, zachodni – trójkątnym.

### Przykościelny cmentarz
Wokół kościoła znajdował się cmentarz. Początkowo chowano na nim zmarłych ze szpitala. Po jego likwidacji, wykorzystywany jako miejsce pochówku mieszkańców parafii. Na zewnątrz kościoła, jak i wewnątrz nie zachował się żaden nagrobek ani epitafium. Jednak do 2006 roku, wewnątrz, na ścianie północnej wisiała tablica epitafijna Marty z Wałęskich Frankowskiej (zm. 1841) i po niej brak dzisiaj śladu.

## Funkcja
Po likwidacji szpitala w XIX wieku kościół przeszedł pod administrację proboszcza sierpeckiego. On sam wprowadził się do plebanii (kościół farny stoi kilkaset metrów dalej). Po reformie administracyjnej z 1981 roku kościół został uznany za filię parafii św. Wita, Modesta i Krescencji i taką rolę spełnia do dziś.